# العلاقات الفيتنامية الكازاخستانية
العلاقات الفيتنامية الكازاخستانية هي العلاقات الثنائية التي تجمع بين فيتنام وكازاخستان.

## مقارنة بين البلدين
هذه مقارنة عامة ومرجعية للدولتين:
| وجه المقارنة                                              | فيتنام           | كازاخستان                      |
| --------------------------------------------------------- | ---------------- | ------------------------------ |
| المساحة (كم2)                                             | 331.69 ألف       | 2.72 مليون                     |
| عدد السكان (نسمة)                                         | 94.66 مليون      | 17.95 مليون                    |
| الكثافة السكانية (ن./كم²)                                 | 285.39           | 6.6                            |
| العاصمة                                                   | هانوي            | نور سلطان                      |
| اللغة الرسمية                                             | اللغة الفيتنامية | اللغة القازاقية، اللغة الروسية |
| العملة                                                    | دونغ فيتنامي     | تينغ كازاخستاني                |
| الناتج المحلي الإجمالي (بليون دولار)                      | 234.19 مليار     | 159.41 مليار                   |
| الناتج المحلي الإجمالي (تعادل القوة الشرائية) بليون دولار | 553.42 مليار     | 439.39 مليار                   |
| الناتج المحلي الإجمالي الاسمي للفرد دولار أمريكي          | 2.48 ألف         | 10.51 ألف                      |
| الناتج المحلي الإجمالي للفرد دولار أمريكي                 | 5.63 ألف         | 24.23 ألف                      |
| مؤشر التنمية البشرية                                      | 0.666            | 0.788                          |
| رمز المكالمات الدولي                                      | +84              | +7                             |
| رمز الإنترنت                                              | .vn              | .kz، .қаз ‏                     |
| المنطقة الزمنية                                           | ت ع م+07:00      | ت ع م+05:00، ت ع م+06:00       |

## مدن متوأمة
في ما يلي قائمة باتفاقيات التوأمة بين مدن فيتنامية وكازاخستانية:
- ترتبط هانوي مع نور سلطان باتفاقية توأمة منذ 25 فبراير 2004.

## منظمات دولية مشتركة
يشترك البلدان في عضوية مجموعة من المنظمات الدولية، منها:
| علم المنظمة | اسم المنظمة                        | تاريخ انضمام فيتنام | تاريخ انضمام كازاخستان |
| ----------- | ---------------------------------- | ------------------- | ---------------------- |
|             | الاتحاد البريدي العالمي            | ?                   | ?                      |
|             | بنك التنمية الآسيوي                | 1966                | 1994                   |
|             | يونسكو                             | 6 يوليو 1951        | 22 مايو 1992           |
|             | البنك الدولي للإنشاء والتعمير      | 21 سبتمبر 1956      | 23 يوليو 1992          |
|             | وكالة ضمان الاستثمار متعدد الأطراف | 5 أكتوبر 1994       | 12 أغسطس 1993          |
|             | الاتحاد الدولي للاتصالات           | 24 سبتمبر 1951      | 23 فبراير 1993         |
|             | منظمة الشرطة الجنائية الدولية      | ?                   | ?                      |
|             | مؤسسة التمويل الدولية              | 4 أغسطس 1967        | 30 سبتمبر 1993         |
|             | الأمم المتحدة                      | 20 سبتمبر 1977      | 2 مارس 1992            |
|             | مؤسسة التنمية الدولية              | 24 سبتمبر 1960      | 23 يوليو 1992          |
|             | الفريق المعني برصد الأرض           | ?                   | ?                      |
|             | منظمة حظر الأسلحة الكيميائية       | ?                   | ?                      |

## وصلات خارجية
- موقع وزارة الخارجية الفيتنامية
- موقع وزارة الخارجية الكازاخستانية